# 國際醫藥法規協和會
國際醫藥法規協和會創立於1990年，總部位於日內瓦，會員包括管制醫藥的政府當局以及醫藥業界代表，隨著全球醫藥科技進展，國際醫藥法規協和會也逐漸成長，各會員共同推動製藥工程與國際醫藥法規的調和，藉由討論醫藥的科技與登記以達到讓全球人類能更安全、有效、高品質與和諧的使用醫藥。在2015年10月23日協和會屆成立25週年時進行了組織改造，接受歐洲、日本、美國、加拿大、瑞士等國際會員組織參與並成為監管會員，這主要是為了全球醫藥產業界的參與及影響力，並讓醫藥協調管理在政府監管單位與產業間的運作更透明化，依照瑞士法律組成ICH 協會(英語：ICH Association)，協會的任務不變，改革的是簡化流程與組織結構，以加速醫藥開發管制流程，縮短病患採用新醫藥所需要的時間。

## ICH 協會監管會員

### 政府單位
- 加拿大衛生部
- 歐盟執行委員會
- 日本厚生勞動省與醫藥品醫療機器綜合機構
- 瑞士藥物管理局（英语：Swissmedic）
- 美國食品藥品監督管理局
- 中華民國衛生福利部食品藥物管理署
- 南韓食品醫藥安全處（英语：Ministry of Food and Drug Safety）
- 中國国家药品监督管理局

### 產業會員
- 歐盟醫藥產業協會（英语：European Federation of Pharmaceutical Industries and Associations）
- 美國藥品研究與製造商協會
- 日本醫藥產業協會（英语：Japan Pharmaceutical Manufacturers Association）

### 觀察員
- 比爾及梅琳達·蓋茨基金會

## ICH 會員大會
- 2018年日本神戶面對面會議中，中華民國衛生福利部食品藥物管理署在美國等會員協助下，自2016年成為觀察員會員後，正式成為監管會員。[4][5]